# Cacografie
Cacografie is het maken van opzettelijke komische spelfouten, een soort humor die lijkt op verhaspeling.
De term in de zin van "slechte spelling, accentuering en interpunctie" is een semantisch antoniem voor orthografie, van het Griekse ὀρθός (orthós, "correct"), en γραφή (graphe, "schrijven"). In de zin van "slecht handschrift" is het een etymologisch antoniem voor het woord kalligrafie: cacografie komt uit het Grieks κακός (kakos, "slecht") en γραφή (graphe, "schrijven"). 
Een vaak voorkomende vorm van kakografie is het karikaturiseren van analfabeten. Anderen gebruiken het om de indruk te wekken dat het door een kind is geschreven, of om een schattig of grappig dier in een meme te uiten, zoals de foto met de titel van een Britse korthaar die de naamgever was van I Can Has Cheezburger?, of omdat de spelfout een humoristische gelijkenis vertoont met een volledig niet-verwant woord. 